# ジェイク・エルモア
ジェイコブ・デビッド・エルモア（Jacob David Elmore, 1987年6月15日 - ）は、アメリカ合衆国アラバマ州ジェファーソン郡プレザントグローブ出身の元プロ野球選手（ユーティリティプレーヤー）。右投右打。
メジャー昇格後に投手も含めた全ポジションで出場経験がある選手の1人である。

## 経歴

### プロ入り前
アリゾナ州立大学出身。2007年のMLBドラフト48巡目（全体1401位）でフロリダ・マーリンズから指名されたが、拒否した。

### プロ入りとダイヤモンドバックス時代
2008年のMLBドラフト34巡目（全体1038位）でアリゾナ・ダイヤモンドバックスから指名され、6月11日に契約。
2012年8月11日のワシントン・ナショナルズ戦でメジャーデビューを果たした。デビューイヤーは30試合に出場し、打率.191、7打点という打撃成績を記録した。守備では遊撃を17試合、二塁を5試合守った。

### アストロズ時代
2012年11月1日にウェイバー公示を経てヒューストン・アストロズへ移籍した。
2013年8月19日のテキサス・レンジャーズ戦では、捕手のカルロス・コーポランが負傷したため4回から捕手として途中出場し、8回には投手として登板した。同一の試合で投手・捕手として出場したのはメジャーリーグ史上14度目である。同年は内外野の全ポジションも守ったため、投手も含めて1年ですべてのポジションで守りについたシーズンとなった。打撃面では52試合で打率.242をマークし、メジャー初本塁打と初盗塁を記録した。

### アスレチックス傘下時代
2013年11月20日にウェイバー公示を経てシカゴ・ホワイトソックスへ移籍した。
2014年2月26日にマイケル・クレトの加入に伴ってDFAとなった。2月27日に金銭トレードで、オークランド・アスレチックスへ移籍した。AAA級サクラメント・リバーキャッツで開幕を迎え、メジャーへ昇格することなく7月31日にDFAとなった。

### レッズ時代
2014年8月2日にウェイバー公示を経てシンシナティ・レッズへ移籍した。レッズでは5試合の出場に留まり、打率.182もメジャー3年間で自己ワーストだった。

### レイズ時代
2014年11月7日にウェイバー公示を経てピッツバーグ・パイレーツへ移籍したが、2015年1月20日にDFAとなった。
その後、2月9日にタンパベイ・レイズとマイナー契約を結んだ。開幕は傘下のAAA級ダーラム・ブルズで迎えたが、4月22日に昇格。同日のボストン・レッドソックス戦では7回に代打で登場し、エドワード・ムヒカから移籍後初打席で本塁打を放った。最終的には51試合に出場し、内外野のユーティリティとしてプレーした。打撃面では打率.206、2本塁打、自己ベストの16打点を記録した。守備では捕手・中堅手・右翼手以外の全ポジションを守ったほか、投手としてもマウンドに登り、1.0イニング1失点という投球内容だった。11月6日に40人枠から外れる形でAAA級ダーラムへ配属された。

### ブルワーズ時代
2015年12月11日にミルウォーキー・ブルワーズとマイナー契約を結んだ。
2016年の開幕は傘下のAAA級コロラドスプリングス・スカイソックスで迎え、6月28日にメジャー契約を結んでアクティブ・ロースター入りした。10月28日に40人枠から外れる形でAAA級コロラドスプリングスへ配属された後、31日にFAとなった。

### ブルージェイズ傘下時代
2017年2月9日にトロント・ブルージェイズとマイナー契約を結び、スプリングトレーニングに招待選手として参加することになった。シーズン開幕後は傘下のAAA級バッファロー・バイソンズでプレーした。

### マーリンズ傘下時代
2017年8月14日に金銭トレードで、マイアミ・マーリンズへ移籍した。移籍後は傘下のAAA級ニューオーリンズ・ベビーケークスでプレーし、移籍前を含めた3球団合計で110試合に出場して打率.236、1本塁打、41打点、12盗塁を記録した。オフの11月6日にFAとなった。

### ホワイトソックス傘下時代
2018年2月8日にホワイトソックスとマイナー契約を結び、スプリングトレーニングに招待選手として参加することになった。傘下のAAA級シャーロット・ナイツでプレーし、101試合に出場して打率.289、1本塁打、29打点、11盗塁を記録した。オフの11月2日にFAとなったが、2019年1月14日にマイナー契約で再契約した。

### パイレーツ時代
2019年3月28日に金銭トレードで、パイレーツへ移籍した。開幕は傘下のAAA級インディアナポリス・インディアンスで迎え、5月13日にメジャー契約を結んでアクティブ・ロースター入りした。5月26日にDFAとなり、29日にマイナー契約でAAA級インディアナポリスへ配属された。9月17日に再びメジャー契約を結んでアクティブ・ロースター入りした。レギュラーシーズン終了後の10月25日にマイナー契約でAAA級インディアナポリスへ配属された後、FAとなった。
2020年1月10日にパイレーツとマイナー契約で再契約を結び、スプリングトレーニングに招待選手として参加することになった。6月9日に自由契約となった。

### インディアンス傘下時代
2020年7月3日にクリーブランド・インディアンスとマイナー契約を結んだ。9月3日に自由契約となった。

### フィリーズ傘下時代
2021年6月13日にフィラデルフィア・フィリーズとマイナー契約を結んだ。8月24日に自由契約となった。

### 現役引退後
2022年から、フィリーズ傘下A-級クリアウォーター・スレッシャーズの打撃コーチに就任した。

## 詳細情報

### 年度別打撃成績
| 年 度    | 球 団    | 試 合 | 打 席 | 打 数 | 得 点 | 安 打 | 二 塁 打 | 三 塁 打 | 本 塁 打 | 塁 打 | 打 点 | 盗 塁 | 盗 塁 死 | 犠 打 | 犠 飛 | 四 球 | 敬 遠 | 死 球 | 三 振 | 併 殺 打 | 打 率 | 出 塁 率 | 長 打 率 | O P S |
| -------- | -------- | ----- | ----- | ----- | ----- | ----- | -------- | -------- | -------- | ----- | ----- | ----- | -------- | ----- | ----- | ----- | ----- | ----- | ----- | -------- | ----- | -------- | -------- | ----- |
| 2012     | ARI      | 30    | 73    | 68    | 1     | 13    | 4        | 0        | 0        | 17    | 7     | 0     | 0        | 0     | 0     | 5     | 0     | 0     | 6     | 1        | .191  | .247     | .250     | .497  |
| 2013     | HOU      | 52    | 136   | 120   | 16    | 29    | 4        | 0        | 2        | 39    | 6     | 1     | 6        | 2     | 1     | 13    | 0     | 0     | 20    | 1        | .242  | .313     | .325     | .638  |
| 2014     | CIN      | 5     | 12    | 11    | 0     | 2     | 0        | 0        | 0        | 2     | 0     | 0     | 0        | 0     | 0     | 1     | 0     | 0     | 4     | 0        | .182  | .250     | .182     | .432  |
| 2015     | TB       | 51    | 158   | 141   | 10    | 29    | 5        | 0        | 2        | 40    | 16    | 1     | 1        | 2     | 3     | 12    | 1     | 0     | 25    | 6        | .206  | .263     | .284     | .547  |
| 2016     | MIL      | 59    | 99    | 78    | 7     | 17    | 2        | 0        | 0        | 19    | 4     | 2     | 3        | 2     | 0     | 17    | 1     | 2     | 17    | 1        | .218  | .371     | .244     | .615  |
| 2019     | PIT      | 20    | 49    | 47    | 3     | 10    | 1        | 0        | 0        | 11    | 4     | 0     | 1        | 0     | 0     | 2     | 0     | 0     | 8     | 0        | .213  | .245     | .234     | .479  |
| MLB：6年 | MLB：6年 | 217   | 527   | 465   | 37    | 100   | 16       | 0        | 4        | 128   | 37    | 4     | 11       | 6     | 4     | 50    | 2     | 2     | 80    | 9        | .215  | .292     | .275     | .567  |

### 年度別投手成績
| 年 度    | 球 団    | 登 板 | 先 発 | 完 投 | 完 封 | 無 四 球 | 勝 利 | 敗 戦 | セ 丨 ブ | ホ 丨 ル ド | 勝 率 | 打 者 | 投 球 回 | 被 安 打 | 被 本 塁 打 | 与 四 球 | 敬 遠 | 与 死 球 | 奪 三 振 | 暴 投 | ボ 丨 ク | 失 点 | 自 責 点 | 防 御 率 | W H I P |
| -------- | -------- | ----- | ----- | ----- | ----- | -------- | ----- | ----- | -------- | ----------- | ----- | ----- | -------- | -------- | ----------- | -------- | ----- | -------- | -------- | ----- | -------- | ----- | -------- | -------- | ------- |
| 2013     | HOU      | 1     | 0     | 0     | 0     | 0        | 0     | 0     | 0        | 0           | ----  | 3     | 1.0      | 0        | 0           | 0        | 0     | 0        | 0        | 0     | 0        | 0     | 0        | 0.00     | 0.00    |
| 2015     | TB       | 1     | 0     | 0     | 0     | 0        | 0     | 0     | 0        | 0           | ----  | 6     | 1.0      | 3        | 1           | 0        | 0     | 0        | 0        | 0     | 0        | 1     | 1        | 9.00     | 3.00    |
| MLB：2年 | MLB：2年 | 2     | 0     | 0     | 0     | 0        | 0     | 0     | 0        | 0           | ----  | 9     | 2.0      | 3        | 1           | 0        | 0     | 0        | 0        | 0     | 0        | 1     | 1        | 4.50     | 1.50    |

### 背番号
- 14（2012年）
- 10（2013年、2015年）
- 15（2014年）
- 7（2016年）
- 68（2019年）